# Municipio de Republican City
El municipio de Republican City (en inglés: Republican City Township) es un municipio ubicado en el condado de Harlan en el estado estadounidense de Nebraska. En el año 2010 tenía una población de 131 habitantes y una densidad poblacional de 1,4 personas por km².

## Geografía
El municipio de Republican City se encuentra ubicado en las coordenadas 40°2′31″N 99°14′41″O / 40.04194, -99.24472. Según la Oficina del Censo de los Estados Unidos, el municipio tiene una superficie total de 93.26 km², de la cual 67,53 km² corresponden a tierra firme y (27,59 %) 25,73 km² es agua.

## Demografía
Según el censo de 2010, había 131 personas residiendo en el municipio de Republican City. La densidad de población era de 1,4 hab./km². De los 131 habitantes, el municipio de Republican City estaba compuesto por el 100 % blancos. Del total de la población el 0 % eran hispanos o latinos de cualquier raza.